# Interactionisme
Interactionisme is een benadering binnen de sociologie waarin de studie van de interactie tussen individu(en) centraal staat. Belangrijk uitgangspunt is dat deze interactie zowel de samenleving als het functioneren en de identiteit van individuen daarbinnen verklaart.  
Een bijzondere vorm is het symbolisch interactionisme, dat zich toelegt op de studie van symbolen die in de omgang van mensen gebruikt worden. 

## Algemeen
Het sociaal handelen wordt volgens het interactionisme bepaald door de interpretaties die mensen aan elkaars handelen geven. Het gaat dus niet alleen over de sociale interacties, maar ook (en vooral misschien) over de betekenissen die worden uitgewisseld. 
Deze betekenissen worden voortdurend verklaard (gebruikt, getoetst aan de anderen en veranderd) in een proces dat enerzijds bestaat uit de communicatie met zichzelf (de inner-talk tussen de 'I' of persoonlijke identiteit en de 'Me' of maatschappelijke identiteit) en anderzijds uit van die 'inner talk' of zelfcommunicatie als leidraad voor het menselijk handelen.
Interactionisme is een actorgerichte consensusbenadering, m.a.w. vertrekt vanuit de individuele leden (en niet de structuur) wiens sociaal handelen gericht is op het bereiken van stabiliteit, evenwicht en continuïteit. Conflicten zijn in het interactionisch paradigma pech onderweg.

## Grondleggers
De vier voornaamste grondleggers van het interactionistisch paradigma zijn 
- Charles Cooley (1864-1929), Amerikaans socioloog
- W.I. Thomas (1863-1947), Amerikaans socioloog
- Max Weber (1864-1920), Duits econoom en socioloog
- George Herbert Mead (1863-1931), Amerikaans filosoof en sociaal-psycholoog

### W.I. Thomas
William Isaac Thomas heeft, met D.S. Thomas, het theorema van Thomas (1928) geformuleerd: 'Als mensen situaties als werkelijk beschouwen, zijn de gevolgen ervan ook werkelijk'. Daaruit blijkt al Thomas' bijdrage aan het interactionisme, namelijk het belang van interpretaties.  Mertons "self-fulfilling prophecy" en "self-destroying prophecy" zijn op dit inzicht gebaseerd.
Charles Cooley
Cooley is vooral bekend van zijn 'looking-glass self': het oordeel dat we over onszelf hebben wordt in hoge mate beïnvloed door hoe we denken dat anderen over onszelf oordelen.
Max Weber
Max Weber ontwikkelde zijn theorie over sociaal handelen in grote mate als reactie op de structuurbenadering van Karl Marx en Émile Durkheim.
Marx en Durkheim verklaarden het individueel handelen als bepaald door de structuur. Weber was ervan overtuigd dat beide de invloed van historische ontwikkelingen en instituties overschatten.
Weber bouwde met die reactie niet alleen aan de interactionistische theorie maar bracht tegelijk de methode van het "verstehen", waarbij sociologen het handelen van mensen voortaan gingen begrijpen door als het ware door de ogen van die mensen te gaan kijken.
George Mead
Mead, filosoof en ontwikkelingspsycholoog, is postuum bekend geworden met zijn werk Mind, Self and Society. Het denken (Mind) en het zelfbewustzijn (Self) van mensen komen volgens Mead voort uit de interactie tussen mensen.  Mind & Self dragen op hun beurt bij tot de constructie van het menselijk samenleven (Society). Met zijn theorie reageert Mead op de Darwinistische en individualistische theorieën over mens en maatschappij.
Het zelfbewustzijn neemt bij hem, in tegenstelling tot de theorieën waarop hij reageert, net een centrale plaats in. Mensen kunnen niet alleen handelen en denken maar kunnen over zichzelf reflecteren, nadenken. Ze ontwikkelen voorstellingen van zichzelf die hun gedrag bepalen. Ze ontwikkelen ook voorstellingen van anderen, en verplaatsen zich in elkaars positie, spelen elkaars rol (rol-taking).
Het Self ontwikkelt zich door imitatie, via het spel, eerst gericht op de significant others (de vertrouwenspersonen, zoals moeder en vader), daarna de generalized other (de anderen). Het Self ontwikkelt zich tot een Social Self (dat aan waarden en normen van de samenleving voldoet), maar altijd uit "I" (het niet-conformistish, zelfstandig, spontaan en creatief ik) en "Me" (de conformist in mij, de verinnerlijkte normen & waarden).  Er is inner talk (interne communicatie) tussen I en Me.  Deze interne communicatie vormt het Self.
Mead gaf les aan onder meer Herbert Blumer en inspireerde deze tot het symbolisch interactionisme, wat soms verward wordt met het interactionisme zelf.  Het symbolisch interactionisme is een aanverwant van het interactionisme.

## Kritiek
Overschatting invloed van de zingeving op het gedrag
Het interactionistisch maatschappijperspectief gelooft dat wij elke handeling die we stellen door interne communicatie laten voorafgaan, dat we dus bewust handelen.  
Maar handelen we niet vooral intuïtief & instinctmatig enerzijds (relationeel, op vlak van de liefde) en anderzijds routinematig (gebruik van geld bijvoorbeeld)? 
Structuren bepalen mee het sociaal handelen
De interactionistische benadering is actorgericht. De ruimere maatschappelijke context wordt onderbelicht. De invloed van structuren, waaronder machtsstructuren, bepalen wel degelijk ons alledaags sociaal handelen.
Bovendien zou het interactionisch paradigma ons doen geloven dat wij over een enorme vrijheid beschikken in ons sociaal handelen, wat gezien de invloed van de structuren gerelativeerd mag worden.
Methodologische zwakte
Vanuit een positivistische wetenschapstraditie zou de methodologie die interactionisten gebruiken niet geschikt zijn om wetenschappelijke relevantie te bereiken. Het gaat vooral om kwalitatieve onderzoeksmethoden zoals participerende observatie, analyse van biografieën etc. Echter de interpretatieve en sociaal-kritische wetenschapsparadigmas hanteren een andere opvatting die wel degelijk het wetenschappelijke karakter van deze methodologie erkent mits adequaat toegepast. Zie bijvoorbeeld Guba en Lincoln (1994).